# Parvzya
Parvzya – drugi album studyjny polskiej grupy muzycznej Mastiphal. Wydawnictwo ukazało się 29 czerwca 2011 roku nakładem wytwórni muzycznej Witching Hour Productions. Nagrania zostały zarejestrowane w Haunted House Studio oraz w MaQ Records Studio we współpracy z inżynierem dźwięku Jarosławem Toiflem. Z kolei miksowanie w Necromorbus Studio w Sztokholmie wykonał Sverkera "Widda" Widgrena.  

## Lista utworów
Opracowano na podstawie materiału źródłowego.
1. "The Wall of Phantom" - 03:02
2. "Under The Sign of the Morning Star" - 04:38
3. "May He Rot in Hell" - 04:09
4. "Sovereign’s Return" - 04:01
5. "Man Strikes God Falls" - 03:37
6. "Nihil Esse" - 05:11
7. "Parvzya" - 03:30
8. "Chosen Obituaries" - 03:59
9. "Triumph of Destruction" - 05:11

## Twórcy
Opracowano na podstawie materiału źródłowego.
| - Flauros - wokal prowadzący - Cymeris - gitara rytmiczna, gitara prowadząca - Daamr - gitara rytmiczna, gitara prowadząca, gitara basowa - Opressor - gitara rytmiczna, gitara prowadząca, gitara basowa |  | - Senator - perkusja - Jarosław Toifl - inżynieria dźwięku - Sverker "Widda" Widgren - miksowanie |